# Jeux d'Asie du Sud-Est de 2017
Navigation
Édition précédente Édition suivante
Les Jeux d'Asie du Sud-Est de 2017, vingt-neuvième édition des Jeux d'Asie du Sud-Est, ont lieu du 19 au 31 août 2017, à Kuala Lumpur, en Malaisie.

## Participants par pays
- Brunei (105)
- Cambodge (169)
- Indonésie (534)
- Laos (195)
- Malaisie (844)
- Birmanie (405)
- Philippines (497)
- Singapour (569)
- Thaïlande (818)
- Timor oriental (50)
- Viêt Nam (460)

## Tableau des médailles
Légende
 *  Pays organisateur
| Rang                                        | Nation         | Or  | Argent | Bronze | Total |
| ------------------------------------------- | -------------- | --- | ------ | ------ | ----- |
| 1                                           | Malaisie*      | 145 | 92     | 86     | 323   |
| 2                                           | Thaïlande      | 72  | 86     | 88     | 246   |
| 3                                           | Viêt Nam       | 58  | 50     | 60     | 168   |
| 4                                           | Singapour      | 57  | 58     | 73     | 188   |
| 5                                           | Indonésie      | 38  | 63     | 90     | 191   |
| 6                                           | Philippines    | 24  | 33     | 64     | 121   |
| 7                                           | Birmanie       | 7   | 10     | 20     | 37    |
| 8                                           | Cambodge       | 3   | 2      | 12     | 17    |
| 9                                           | Laos           | 2   | 3      | 21     | 26    |
| 10                                          | Brunei         | 0   | 5      | 9      | 14    |
| 11                                          | Timor oriental | 0   | 0      | 3      | 3     |
| Total                                       | Total          | 406 | 402    | 526    | 1 334 |
| Source: (en) 2017 SEA Games Medal Standings |                |     |        |        |       |

## Disciplines
- Athlétisme aux Jeux d'Asie du Sud-Est de 2017
- Cyclisme aux Jeux d'Asie du Sud-Est de 2017